# Teixidor republicà de Cabanis
El teixidor republicà de Cabanis (Pseudonigrita cabanisi) és un ocell de la família dels ploceids (Ploceidae).

## Hàbitat i distribució
Habita sabanes àrides espinoses del centre i sud d'Etiòpia i sud-oest de Somàlia, cap al sud, a través de l'est de Kenya fins al nord-est de Tanzània.